# Jörgen Sundelin
Jörgen Lars Sundelin (Estocolmo, 15 de marzo de 1945) es un deportista sueco que compitió en vela en la clase 5.5 Metre. Es hermano de los también regatistas Ulf y Peter Sundelin.
Participó en tres Juegos Olímpicos de Verano entre los años 1968 y 1976, obteniendo una medalla de oro en México 1968 en la clase 5.5 Metre.

## Palmarés internacional
| Juegos Olímpicos | Juegos Olímpicos          | Juegos Olímpicos | Juegos Olímpicos |
| Año              | Lugar                     | Medalla          | Clase            |
| ---------------- | ------------------------- | ---------------- | ---------------- |
| 1968             | Ciudad de México (México) | Medalla de oro   | 5.5 Metre        |